# Ignatiuskapelle (Wingerode)

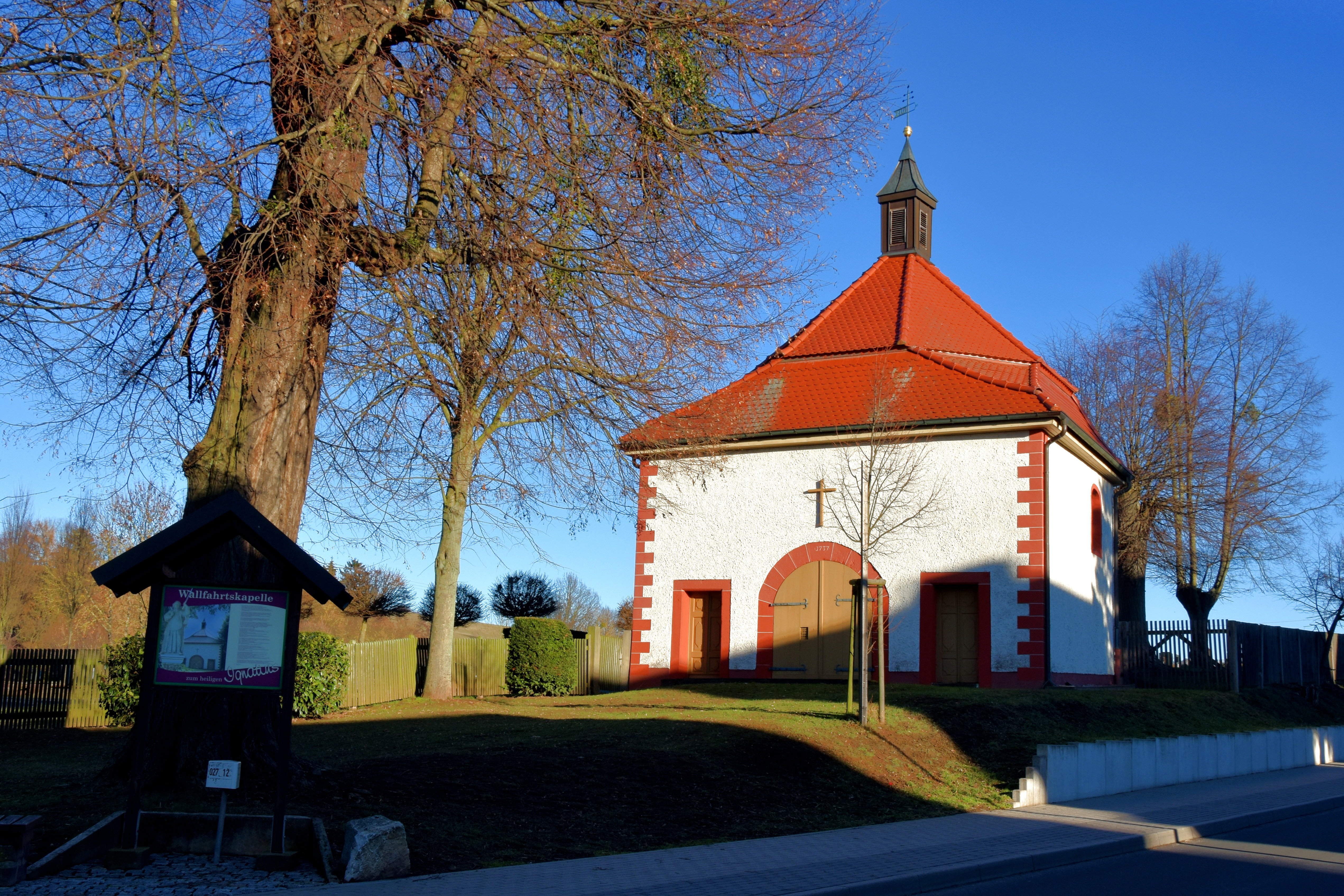
Kapelle St. Ignatius in Wingerode

Die römisch-katholische Kapelle St. Ignatius steht in Wingerode im thüringischen Landkreis Eichsfeld. Sie ist die Filialkirche der Pfarrei St. Maria Magdalena Leinefelde im Dekanat Leinefelde-Worbis des Bistums Erfurt. Sie trägt das Patrozinium des heiligen Ignatius von Loyola.

## Geschichte
Jesuiten des Heiligenstädter Jesuitenkollegs erhielten zu Beginn des 17. Jahrhunderts in Wingerode einen Hof zur Bewirtschaftung. Im Jahre 1657 wurde die Kapelle zu Ehren des Ordensgründers am östlichen Ortsrand von Wingerode gebaut. 1661 wurde sie erweitert und 1715 wegen Platzmangel neu erbaut.
Die Kapelle hat einen quadratischen Grundriss und ein barockes Mansardendach mit Dachreiterturm. Die Eingangstür trägt die Jahreszahl 1737. Im Inneren befinden sich Skulpturen des Hl. Ignatius, Hl. Franz Xaver und des Salvators von 1735, eine gotische Madonna und ein Vierzehnheiligenbild.

## Wallfahrt
Seit dem 17. Jahrhundert findet am Sonntag nach dem Todestag des Heiligen Ignatius am 31.07. eine Wallfahrt statt. Die Predigt hielt traditionell der Pfarrer vom Nachbardorf Beuren, da Wingerode historisch zum Kloster Beuren gehörte. Sie ist die einzige Wallfahrt zu Ehren des Heiligen Ignatius in Deutschland.